# Machiel Bosman

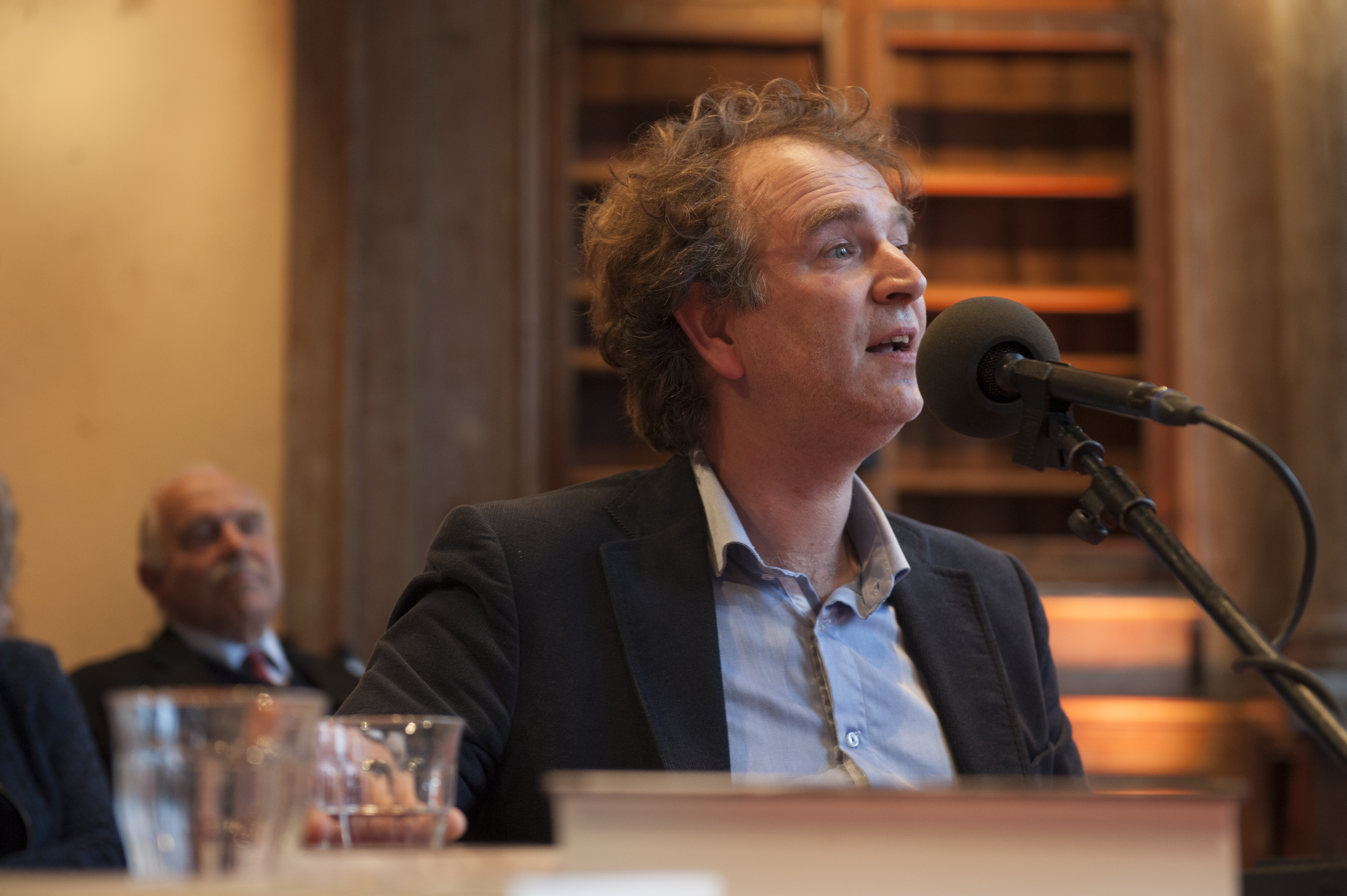
Machiel Bosman (2016)

Machiel (Jakob Pieter) Bosman (geb.  1972 in Putten) ist ein niederländischer Historiker und Schriftsteller.

## Biografie
Machiel Bosman ging in Oegstgeest und Rotterdam zur Schule. Nach einem Auslandsjahr in Exeter studierte er Psychologie (ohne Abschluss) und von 1994 bis 1998 Geschichte an der Universität Amsterdam. Während des Studiums hatte er die Idee zu zwei Büchern, die er schreiben wollte: Eine Chronik von Jacob Bicker Raije und ein Buch über die Invasion Englands durch Prinz Wilhelm III von Oranien. Beide Bücher hat er dann auch verfasst.
Nach dem Studium arbeitete er als Doktorand an der juristischen Fakultät der Universität von Amsterdam, im Institut für soziale Geschichte und als selbstständiger Schriftsteller.
2006 promovierte er mit einer Dissertation über das Waisenhaus in Culemborg (Het weeshuis van Culemborg).

## Werke
- 2016: De roofkoning. Prins Willem III en de invasie van Engeland (Der Raubkönig. Prinz Wilhelm III. und die Invasion von England),  Verlag Athenaeum Polak & van Gennep, 272 Seiten, ISBN 978-90-25306-03-8.[2]
- 2014: De polsslag van de stad. De Amsterdamse stadskroniek van Jacob Bicker Raye (1732-1772). Mit einem Vorwort von Geert Mak, Verlag Athenaeum, 253 Seiten, ISBN 978-90-25364-19-9.
- 2008: Elisabeth De Flines. Een onmogelijke liefde in de achttiende eeuw, Verlag Athenaeum Polak & van Gennep, 176 Seiten, ISBN 978-90-25363-62-8.[3]
- 2005: Het weeshuis van Culemborg (Das Waisenhaus von Culemborg) (Dissertation), Verlag Athenaeum Polak & van Gennep, 291 Seiten, ISBN 978-90-25303-25-9.
- 2004: Beitrag über die Bestrafung von Selbstmord in der frühmodernen Zeit (überarbeitetes Doktoratsskript), in: Jeffrey R. Watt (Hg.): From Sin to Insanity. Suicide in Early Modern Europe, Verlag Cornell University Press, Ithaca/USA, 256 Seiten, ISBN 978-0-8014-4278-0.

## Zitate
"Mijn benadering van geschiedenis is tamelijk ouderwets. Ik wil verhalen vertellen: van koningen en prinsen, van dienstmeiden en knechten, van liefde, trouw, dood en verraad – in een veranderende wereld van vooruitgang en verval. Ik lees voor mijn onderzoek alles wat ik vinden kan en stel vooraf geen vragen. Vernieuwing is geen uitgangspunt maar iets wat gaandeweg ontstaat. Ik richt me altijd op de bron, om te voorkomen dat het beeld zich los zingt van het leven."
"Meine Annäherung an Geschichte ist eher altmodisch. Ich möchte Geschichten erzählen: Von Königen und Fürsten, Mägden und Dienern, von der Liebe, Treue, Verrat und Tod – in einer sich verändernden Welt des Fortschritts und des Verfalls. Ich lese für meine Forschung alles, was ich finden kann und stelle vorab keine Fragen. Erneuerung ist kein Ausgangspunkt, sondern etwas, was allmählich auftritt. Ich richte mich immer auf die Quelle, um zu verhindern, dass sich das Bild vom Leben loslöst."

## Auszeichnungen
- 2016: Libris Geschiedenis Prijs (Libris-Geschichtspreis) (Shortlist) für De Roofkoning
- 2008: Libris Geschiedenis Prijs (Libris-Geschichtspreis) (Shortlist) für Elisabeth De Flines
- 2008: AKO-Literaturpreis (Shortlist) für Elisabeth De Flines[5]